# Stephen Trigg
Stephen Trigg (c. 1744 – 19 de agosto de 1782) foi um pioneiro e soldado americano da Virgínia. Ele foi morto dez meses após a rendição de Cornwallis em Yorktown, numa das últimas batalhas da Revolução Americana, enquanto liderava a milícia do condado de Lincoln na Batalha de Blue Licks, Kentucky.
Filho de William e Mary (Johns) Trigg, trabalhou principalmente como funcionário público e oficial de milícia durante os primeiros anos dos condados fronteiriços do sudoeste da Virgínia, que incluíam então o Kentucky. Ele era supostamente um dos homens mais ricos da fronteira. Trigg foi um delegado às primeiras convenções revolucionárias da Virgínia e foi membro do Comité de Segurança de Fincastle, que redigiu as Resoluções de Fincastle, um precursor da Declaração de Independência aprovada pelo Segundo Congresso Continental a 4 de julho de 1776. Ele também foi eleito para a Câmara dos Delegados da Virgínia.
Trigg foi nomeado para a Comissão do Tribunal de Terras da Virgínia em 1779, encarregado de estabelecer títulos de terras no Kentucky, para onde se mudou. Em 1782, um grupo invasor de índios Shawnee, liderados por oficiais britânicos e legalistas, atacou a Estação Bryan, mas foi expulso. As milícias do Kentucky perseguiram os invasores em fuga. Trigg comandava metade dos homens, enquanto Daniel Boone comandava o restante. Os milicianos montados alcançaram os invasores, mas o experiente lenhador Boone avisou o que parecia ser uma armadilha. Ignorando o aviso de Boone, os milicianos atravessaram o rio em Blue Licks apenas para se encontrarem numa emboscada indígena. Trigg e muitos outros, incluindo o filho mais novo de Boone, foram mortos na desastrosa batalha. O corpo de Trigg foi encontrado mais tarde, cortado em pedaços.
O Condado de Trigg, Kentucky, foi nomeado em sua memória.

## Início da vida e família
Trigg era filho de William Trigg (1716–1773) e Mary (Johns) Trigg (1720–1773), cuja família era proeminente na fronteira da Virgínia. O seu pai serviu como juiz do Tribunal de Chancelaria, um tribunal de equidade, e do Tribunal do Condado de Bedford. Ele tinha quatro irmãos, William, John, Abram e Daniel, que serviram todos como soldados na Guerra Revolucionária. Dois dos irmãos, John e Abram, mais tarde representariam a Virgínia no Congresso dos Estados Unidos. Casou-se com Mary Christian, filha de outro pioneiro da Virgínia, Israel Christian. Viveu a primeira parte da sua vida no sudoeste da Virgínia e geriu uma taberna no condado de Botetourt.
Trigg e a sua esposa tiveram três filhos e duas filhas. A sua filha Mary casou-se com o general David Logan, e era mãe de Stephen Trigg Logan, que serviria na legislatura do estado de Illinois e tornar-se-ia sócio de Abraham Lincoln em Springfield, Illinois.

## Pioneiro da Virgínia

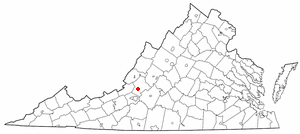
Localização de Fincastle, Virgínia

O condado ocidental de Augusta, na Virgínia, não podia mais atender às necessidades dos pioneiros ao longo do Rio Novo, e então o condado de Botetourt foi criado em 1769. Trigg foi nomeado um dos seus primeiros juízes de paz, presidindo contravenções e outros casos civis. De 1770 a 1771 serviu como magistrado, juiz do Tribunal do Condado em Chancery e juiz de Oyer e Terminer, que era um tribunal criminal. Quando a cidade de Fincastle, Virgínia foi formada em 1770, Trigg foi proeminente no seu desenvolvimento, vendendo lotes e construindo a prisão e o tribunal da cidade com o seu sogro, Israel Christian.
À medida que a população aumentou, a metade sudoeste do condado de Botetourt foi separada em 1772 e tornou-se o condado de Fincastle. Trigg foi um dos seus primeiros juízes de paz. Foi Juiz do Tribunal do Condado na Chancelaria e Juiz de Oyer e Terminer, além de ter sido nomeado Escrivão Adjunto e agrimensor da estrada de New River a Sinking Spring. Trigg continuou em busca do seu sustento como comerciante em Dunkard Bottom, no atual condado de Pulaski. De 1773 a 1774, ele fez uma parceria com David Ross e operou uma loja comunitária em New Dublin, com filiais localizadas em Meadow Creek, Reed Creek e Reed Island. Nesta época, muitos servidores contratados vieram para esta área do estado. Com pouco dinheiro, eles venderam-se aos proprietários de navios para passagem para a América para um período de servidão que lhes rendeu terras e ferramentas após a conclusão. Em outubro, Trigg anunciou a venda de trinta empregados brancos contratados na sua casa com desconto para "dinheiro pronto". Ele serviu como delegado na última sessão da Câmara dos Burgueses em 1775, representando o condado de Fincastle, mas ausentou-se para servir como capitão na Guerra de Dunmore.
Os colonos novamente forçaram outra divisão, e assim o condado de Fincastle foi dividido em três condados e extinto em 1776; os novos condados eram Montgomery, Washington e Kentucky. Trigg foi novamente um membro do primeiro tribunal de justiça de um novo condado, desta vez Montgomery. Ele serviu na Câmara dos Delegados da Virgínia em 1778.

## Pioneiro do Kentucky
Os novos condados da Virgínia estavam a crescer rapidamente, fato que trouxe problemas. Trigg foi nomeado como um dos juízes da comissão do Tribunal de Terras da Virgínia, de 1779 a 1780, encarregado de resolver disputas de terras no condado de Kentucky, Virgínia. A Lei de Terras da Virgínia de 1779 estabeleceu esse tribunal de quatro juízes para examinar as inúmeras reivindicações de terras e certificar títulos válidos. Os quatro juízes chegaram a St. Asafe em outubro e provocaram a emigração para Kentucky, pois as pessoas desejavam certificar as suas reivindicações ou buscar terras não reclamadas. Eles encerraram o tribunal a 26 de fevereiro de 1780 e prepararam-se para voltar para casa. No entanto, em março, eles foram informados de que precisavam de reabrir o tribunal e permanecer até abril, pois alguns requerentes atrasaram-se devido ao clima. Trigg e dois colegas juízes reuniram-se novamente a 16 de abril e ouviram outros 134 casos. Ao todo, o tribunal julgou 1328 reclamações cobrindo mais de 1 milhão de acres (4 mil km²) de terra. Depois dessas sessões terminarem, Trigg ficou e estabeleceu a sua casa em mil acres (4 km²) de terra na Estação de Trigg, a cerca de quatro milhas (6 km) a noroeste de Harrodsburg no condado de Kentucky, Virgínia.
Quando o condado de Kentucky, na Virgínia, foi dividido em três condados, em 1780, Trigg foi nomeado tenente-coronel da nova milícia do condado de Lincoln. Ele continuou o seu serviço público por ser um dos primeiros juízes de paz, foi um dos curadores para definir Louisville e serviu na Câmara dos Delegados da Virgínia representando o condado de Kentucky na sessão de 1780-1781. Foi durante esta sessão que ele, juntamente com o seu colega delegado John Todd, garantiu a aprovação do acto que permitiu a formação de Louisville.
Apesar do crescimento do assentamento em Kentucky, os colonos brancos estavam longe de ser seguros. A historiadora Virginia Webb Howard escreveu sobre essa época:

Este foi o período mais sombrio e crítico da história dos primeiros assentamentos do Kentucky. Deve-se lembrar que o assentamento do Kentucky foi muito diferente do assentamento da maioria dos outros lugares onde a nova colónia se juntou aos assentamentos mais antigos. Kentucky, em vez de se juntar a distritos já estabelecidos, era como uma ilha no deserto. Havia mais de trezentos quilómetros de floresta entre os assentamentos do Kentucky e os assentamentos dos estados mais antigos.
Trigg continuou o seu serviço na milícia durante todo esse período. Em foi feito coronel da milícia do condado de Lincoln. Em 1782, os quatro delegados da Assembleia Geral da Virgínia de Kentucky pressionaram pela recomendação de Trigg como um dos juízes assistentes do recém-criado Supremo Tribunal do Kentucky, mas a sua morte prematura impediu-o de sequer assumir funções.

## Guerra revolucionária
Enquanto isso, os eventos passaram de agitações locais contra a coroa britânica para uma guerra total. No início, Trigg serviu em milícias locais, mas também representou Fincastle nas Convenções da Virgínia. Estas foram cinco reuniões políticas que começaram depois que Lord Dunmore, o governador da Virgínia, dissolveu a Câmara dos Burgueses depois de os seus delegados expressarem solidariedade com Boston, Massachusetts, onde o porto havia sido fechado pelos britânicos. Trigg esteve na primeira convenção em 1774 e foi eleito delegado para a segunda convenção em 1775, embora não tenha comparecido. Ele foi eleito para a terceira convenção (julho-agosto de 1775) e compareceu. Foi também delegado à Quarta Convenção (dezembro de 1775 – janeiro de 1776), mas não compareceu.
A sua outra atividade revolucionária na época foi como membro do Comité de Segurança do Condado de Fincastle, uma consequência do Comité de Correspondência da Virgínia. O Comité de Correspondência da Virgínia foi formado a 12 de março de 1773 e solicitou que cada condado fizesse o mesmo. Os britânicos recusaram-se a abordar as questões que eram de maior preocupação para os colonos, e assim os proprietários do condado de Fincastle reuniram-se nas Minas de Chumbo a 20 de janeiro de 1775, formando um Comité de Segurança do qual Trigg era membro. Eles foram um dos primeiros a responder ao pedido do Comité de Correspondência da Virgínia para formar tal corpo. Os Comités de Segurança serviram basicamente como governos provisórios para a suas respectivas áreas. Foi nesta reunião que eles redigiram as Resoluções Fincastle, que foi um documento precursor da Declaração de Independência emitida pelo Segundo Congresso Continental a 4 de julho de 1776; Trigg foi um dos signatários. As resoluções, dirigidas aos membros do Congresso Continental da Virgínia, continham a afirmação mais ousada das queixas e direitos das colónias americanas. Em fevereiro de 1775, ele escreveu para o seu cunhado William Christian, sugerindo que convocassem outra reunião dos proprietários para eleger os seus delegados para a segunda Convenção da Virgínia. Com a notícia de que William Christian estava a partir com a milícia Fincastle para Williamsburg para lutar, Trigg assumiu o cargo de presidente do Comité de Segurança. A 7 de outubro de 1775 eles reuniram-se para expressar o seu apreço por Trigg, escrevendo "com o mais exemplar zelo e apego às liberdades do seu país e a sua infatigável indústria a serviço dele, você é merecedor dos nossos agradecimentos particulares."
Em 1776 os Cherokees entraram na guerra com o objetivo de expulsar os colonos das suas terras, o que significava que as pessoas que viviam no sudoeste da Virgínia estavam a enfrentar Cherokees armados pelos britânicos. Os membros do Comité de Segurança reuniram-se em Fort Chiswell a 11 de junho de 1776 e redigiram uma carta a Oconostota e Attacullaculla, chefes da nação Cherokee, para se encontrarem com eles e chegarem a um acordo de paz. A carta menciona a insatisfação dos colonos com a Grã-Bretanha:

É verdade que uma infeliz diferença subsistiu entre o povo além da grande água e os americanos por alguns [sic] anos, o que se deveu inteiramente [sic] a alguns dos grandes servos dos reis que quiseram tomar o nosso dinheiro sem o nosso consentimento, e caso contrário, para nos tratar, não como crianças, mas como escravos, aos quais o povo da América não se submeterá.
Trigg foi um dos signatários desta carta. O conflito com os Cherokees foi chamado de Campanha Christian (presumivelmente devido ao sobrenome do coronel William Christian) e Trigg foi o tesoureiro em 1776-1777. Em 1777 ele foi encarregado de fazer uma lista de homens que juraram fidelidade a várias companhias de milícias. Em maio de 1778, os habitantes ao longo do Rio Novo haviam partido ou estavam prontos para partir a qualquer momento, devido ao aumento das hostilidades com o Shawnee na área. William Preston, um oficial da milícia, sentiu-se exposto na fronteira, mas relutava em abandonar a sua casa "Smithfield", não apenas pela segurança da sua família, mas também pelos registos do condado que salvaguardava. Trigg estava então a sair para seu mandato na Assembleia Geral, e Preston pediu-lhe que ele e outro delegado montassem guarda. Quando foi inicialmente apresentado ao Conselho do Governador, a petição de Preston foi negada, mas Trigg reuniu-se várias vezes com o governador Patrick Henry sobre a situação de Preston e ganhou outra audiência com o Conselho. Trigg fez três apelos separados ao todo antes de dar o seu ponto de vista. Quando o governador concordou em enviar uma guarda de doze homens e um sargento, Trigg enviou a notícia a Preston e também lhe contou sobre o Tratado de Aliança, que foi assinado na França em fevereiro.

### Última batalha e morte

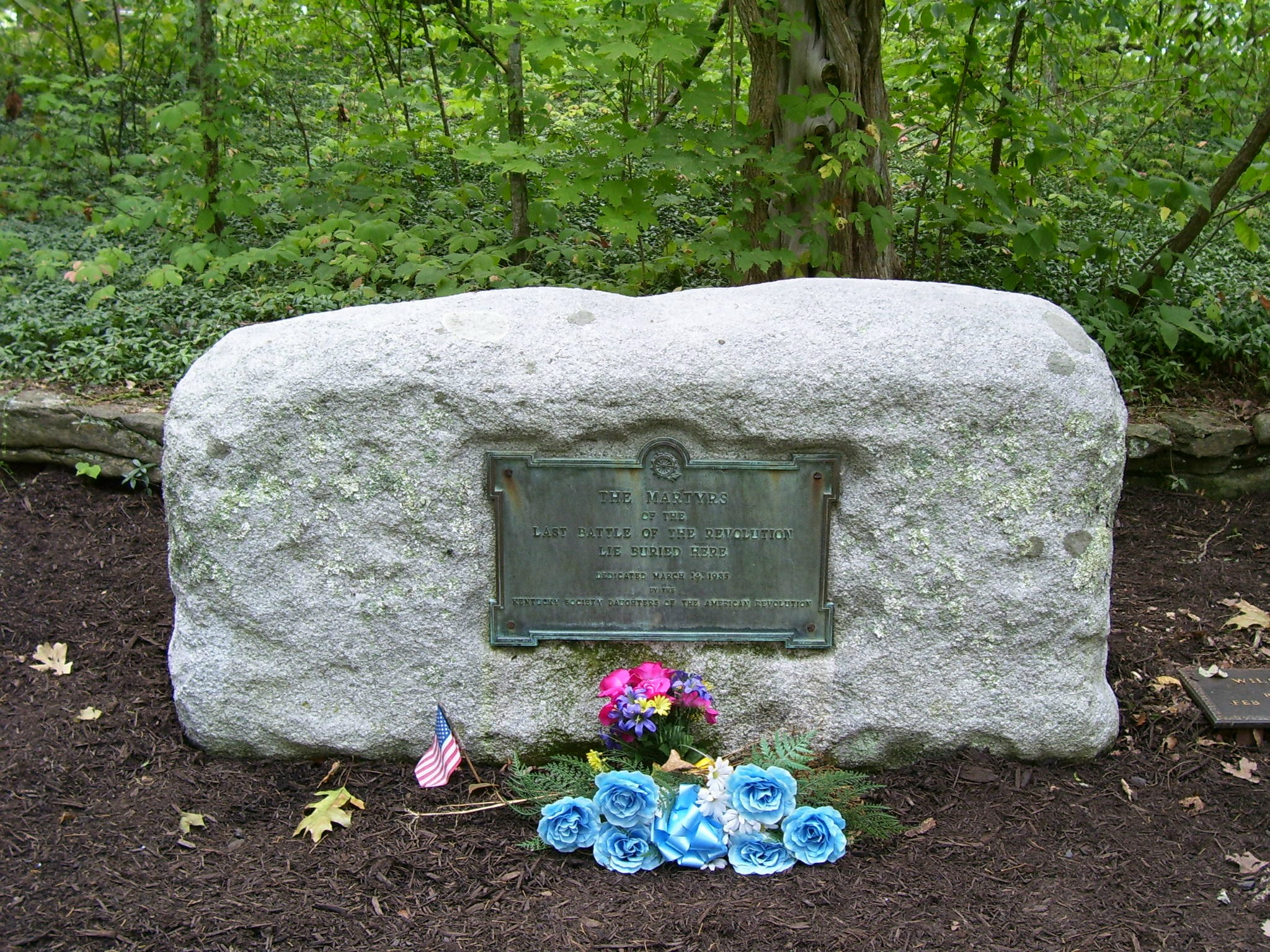
Esta lápide no Blue Licks Battlefield State Park marca a vala comum onde Trigg e os seus homens foram enterrados

Em 1782, os britânicos encenaram uma invasão do Kentucky com a ajuda dos seus aliados nativos, incluindo Wyandots, Ottawas e Ojibwas. Quando Trigg recebeu a notícia do seu ataque à Estação Bryan, ele estava a comandar o forte em Harrodsburg; então, reuniu rapidamente 135 milicianos locais e encontrou-se com o coronel Daniel Boone e o major Levi Todd e mais milícias na Estação Bryan. Quando se aproximaram do Blue Licks, uma salina próxima ao rio Licking, os oficiais suspeitaram de uma armadilha e convocaram um conselho de guerra, mas tropas indisciplinadas perderam a paciência e atravessaram o rio. Os três líderes formaram uma coluna cada, com Trigg comandando a direita. Quando eles se encontraram com a força oposta, a coluna de Trigg foi emboscada. Trigg foi morto e os seus homens recuaram após apenas cinco minutos de batalha. Quando as tropas voltaram ao local da batalha, o corpo de Trigg foi encontrado esquartejado.
Trigg foi enterrado numa vala comum perto do local da batalha, no que hoje é o Condado de Nicholas, Kentucky. Kentucky mais tarde criou o Condado Trigg, para homenageá-lo. Há um marco histórico em Cádiz, no relvado do tribunal. Sobre Trigg, os historiadores Lewis e Richard Collins escreveram: "Ele era muito amado e muito popular; e se tivesse vivido, ter-se-ia classificado entre os homens mais ilustres do seu tempo".